# Отпуск по обмену
«О́тпуск по обме́ну» (англ. The Holiday) — американская романтическая комедия 2006 года режиссёра Нэнси Мейерс. Главные роли исполнили Кейт Уинслет, Камерон Диас, Джуд Лоу и Джек Блэк.

## Сюжет
Айрис Симпкинс (Кейт Уинслет), автор популярной свадебной колонки в лондонской «Daily Telegraph», живёт в очаровательном коттедже в британской провинции. Она влюблена в мужчину, который использует её. Далеко от неё в Калифорнии живёт Аманда Вудс (Камерон Диас), владелица процветающего рекламного агентства, занимающегося созданием роликов для фильмов. Однажды она узнаёт, что её парень изменяет ей. Две незнакомые друг с другом женщины, живущие на расстоянии 9 000 километров друг от друга, оказываются в сходной ситуации. Обе решают, что им необходимы перемены. И они находят друг друга: в Интернете, на сайте обмена жильём на время отпуска. Перед Рождеством Айрис и Аманда договариваются поменяться континентами и пожить в доме друг у друга в течение двух недель. Айрис переезжает в дом Аманды в солнечной Калифорнии, а Аманда приезжает в засыпанную снегом британскую провинцию
Айрис наслаждается отдыхом в роскошном особняке. Аманда, увидев скромный коттедж, решила, что явно продешевила и после первой же ночи собралась вернуться домой и расторгнуть договор. Однако вечером она встречается с Грэмом, братом Айрис. Недавно овдовевший Грэм, отец двоих дочерей, неожиданно находит общий язык с гостьей, и та решает остаться. Айрис знакомится и постепенно сближается с очень пожилым соседом Артуром Эбботом. Эббот, в прошлом знаменитый сценарист эпохи Золотого века Голливуда, ныне остался одиноким стариком. Айрис помогает ему вернуться к людям, убеждая в том, что его помнят и продолжают любить.
Благодаря этой встрече она знакомится с композитором Майлзом и между ними возникают чувства. Отношения между Амандой и Грэмом складываются сложно, так как Грэм не хочет травмировать дочерей возможно временной связью с новой женщиной. Преодолев предубеждение о случайности встречи под Рождество, герои понимают, что нашли того, кого искали.
В концовке все четверо встречают Новый год в доме Грэма.

## В ролях
| Актёр           | Роль                  |
| --------------- | --------------------- |
| Кейт Уинслет    | Айрис                 |
| Джек Блэк       | Майлз                 |
| Камерон Диас    | Аманда                |
| Джуд Лоу        | Грэм брат Айрис       |
| Руфус Сьюэлл    | Джаспер коллега Айрис |
| Эдвард Бёрнс    | Итан бывший Аманды    |
| Шаннин Соссамон | Мэгги                 |
| Илай Уоллак     | Артур Эббот           |
| Джон Красински  | Бен                   |

В эпизодических ролях буквально на несколько секунд появляются Линдси Лохан, Джеймс Франко и Дастин Хоффман. Первые двое якобы заняты в главных ролях в боевике, рекламный ролик которого монтируют сотрудники Аманды, а Хоффман оказывается одним из клиентов в видеопрокате, когда Майлз, показывая Айрис диск за диском и напевая мелодии из фильмов на них, берёт с полки DVD с «Выпускником».

## Музыка
Официальный саундтрек к фильму был выпущен в 2006 году студией Varese Sarabande. Он включает мелодии, написанные Хансом Циммером, Гербом Алпертом, Хейтором Перейрой, Имоджен Хип и другими композиторами. Саундтрек состоит из 22 мелодий общей продолжительностью 48:12.
Кроме того, в фильме было использовано ещё 28 различных композиций, включая песни Эллы Фицджеральд, Ареты Франклин, Кайли Миноуг, группы The Killers, и две мелодии, написанные Андреа и Эннио Морриконе.
Hans Zimmer
- Maestro
- Iris And Jasper
- Kayak for One
- Zero
- Dream Kitchen
- Seperate Vacations
- Anything Can Happen
- Light My Fire
- Definitely Unexpected
- If I Wanted to Call You
- Roadside Symphony
- Busy Guy
- For Nancy
- Its Complicated
- Kiss Goodbye
- Verso E Prosa
- Meu Passado
- The Cowch
- Three Musketeers
- Christmas Suprise
- Gumption
- Cry

## Премии и награды
- Номинация на премию телеканала «MTV» 2007 года в категории «Лучший поцелуй» (Камерон Диас, Джуд Лоу).